# 青森罐詰
青森罐詰株式会社（あおもりかんづめ）は、かつて、日本に存在した缶詰食品製造会社。
2010年4月1日より、デイジー食品工業、オホーツクニチロ、ニチロ十勝食品、および、マルハニチロ食品森工場・同釧路工場とともに、新会社マルハニチロ北日本へ統合され、青森市の旧本社・工場はマルハニチロ北日本青森工場となった。

## 概要
キャッチコピー
- 「あおもりメジャー」

## 沿革
- 1941年11月6日 - 「大東食品株式会社」が主体で、『青森県罐詰株式会社』設立。
- 1953年 - 『青森罐詰株式会社』に社名改称。
- 1959年 - 本社事務所などを現在地にあたる漁港埋立地に新築する。
- 1990年 - さば水煮缶詰が日本農林漁業振興会主催の「第29回農林水産祭水産部門」で内閣総理大臣賞を受賞。
- 1994年 - マルハ印月花さば水煮缶詰が日本缶詰協会主催の「第21回缶詰評価会」で3度目の農林水産大臣賞を受賞。
- 2004年3月1日 - 株式交換により「マルハ株式会社」の完全子会社となる。
- 2010年4月1日 - マルハニチログループの北海道・青森地区生産拠点再編に伴い、新会社マルハニチロ北日本に統合され、同社の青森工場となる[1]。

## 取扱商品
- サバ・イカ・帆立貝柱・タラバガニ・紅サケ・サンマ・マグロ・カツオ・イワシ等の缶詰。
- りんごジュースやりんごピューレなどの飲料品。